# Eublemma plagiochroma
Eublemma plagiochroma is een vlinder van de familie van de spinneruilen (Erebidae). De wetenschappelijke naam van deze soort is voor het eerst voorgesteld door Hermann Hacker in een publicatie uit 2016.

## Verspreiding
De soort komt voor in Mauritanië, Ghana, Jemen, Soedan, Kenia, Tanzania, Zimbabwe.

## Ondersoorten
- Eublemma plagiochroma occidens Hacker, 2019 (Mauritanië, Ghana)
- Eublemma plagiochroma plagiochroma Hacker, 2016 (Jemen, Soedan, Kenia, Tanzania, Zimbabwe)